# Tom Jourdan
Pour les articles homonymes, voir Jourdan.
Tom Jourdan, né le 17 novembre 1999 à Saint-Martin-d'Hères, est un gymnaste aérobic français, évoluant à l'Union gymnique d'Aix-les-Bains.
Il est médaillé de bronze en trio aux Jeux mondiaux de 2017.